# مارکو گروت
مارکو گروت (انگلیسی: Marco Grote؛ زادهٔ ۱۱ اکتبر ۱۹۷۲) بازیکن فوتبال اهل آلمان است.